# Meticci (album)
Meticci (Io mi fermo qui) è il trentanovesimo album in studio della cantante italiana Ornella Vanoni, pubblicato il 10 settembre 2013 da Sony BMG.
Anticipato dal singolo Basta poco, il lavoro è prodotto, come quelli immediatamente precedenti, da Mario Lavezzi.
L'album vanta grandi collaborazioni: da Franco Battiato al rapper senegalese Badara Seck, da Nada a Roberto Pacco, da Gabriele Semeraro al giovane cantautore siciliano Lorenzo Vizzini, che ha scritto le musiche e, a quattro mani con la stessa Vanoni, i testi di 8 dei 13 brani contenuti nel disco. Le illustrazioni dell'album e del singolo sono state realizzate da Giuseppe Ragazzini.
L'interprete milanese ha dichiarato che si tratta dell'ultimo disco contenente brani inediti della sua carriera.

## Tracce
1. Basta poco -  (Mario Lavezzi - Lorenzo Vizzini, Ornella Vanoni) - 3:18
2. La donna dai capelli blu mare -  (Lorenzo Vizzini - Ornella Vanoni, Lorenzo Vizzini) - 3:53
3. Meticci -  (Lorenzo Vizzini - Ornella Vanoni, Lorenzo Vizzini) - 3:19
4. Dalla tua vita -  (Lorenzo Vizzini - Ornella Vanoni, Lorenzo Vizzini) - 3:38
5. Il bambino sperduto - (Nada) - 3:55
6. Non è questa casa mia -  (Lorenzo Vizzini - Ornella Vanoni, Lorenzo Vizzini) - 3:53
7. Terra nera - (Lorenzo Vizzini - Ornella Vanoni, Lorenzo Vizzini) - 4:10
8. Il fiume - (Roberto Pacco - Tommy Di Salvo) - 3:45
9. Che vitalità - (Lorenzo Vizzini - Ornella Vanoni, Lorenzo Vizzini) - 4:00
10. Costruzione (Construçao) - (Chico Buarque) - 4:46
11. 4 marzo '43 - (Lucio Dalla - Paola Pallottino) - 3:51
12. Aurora - (Franco Battiato - Nabil Salameh, Manlio Sgalambro) - 2:54
13. Di passaggio - (Gabriele Semeraro - Lorenzo Vizzini) - 4:15

## Formazione
- Ornella Vanoni – voce
- Edu Hebling – basso
- Julim Barbosa – chitarra acustica
- Nicolò Fragile – tastiera, pianoforte
- Paolo Costa – basso
- Lele Melotti – batteria
- Celso Valli – tastiera, pianoforte
- Samuele Dessì – chitarra acustica, programmazione, chitarra elettrica
- Camillo Pace – basso
- Vince Abbracciante – fisarmonica
- Adriano Pennino – tastiera, pianoforte
- Gianfranco Clerici – basso
- Leonardo Di Angilla – percussioni
- Salvatore Russo – chitarra acustica
- Mario Rosini – pianoforte
- Francesco Corvino – batteria
- Gabriele Semeraro – tastiera, pianoforte
- Maurizio Fiordiliso – chitarra
- Roberto Pacco – fisarmonica
- Cesare Chiodo – basso
- Paolo Valli – batteria
- Nicola Oliva – chitarra elettrica
- Matteo Del Soldà – viola
- Paolo Costanzo – violino
- Serafino Tedesi – violino
- Andrea Anzalone – violoncello
- Giuseppe D'Ortona – fischio
- Badara Seck, Mbar Ndiaye, Gone Samb – cori

## Classifiche
| Classifica (2013) | Posizione massima |
| ----------------- | ----------------- |
| Italia            | 6                 |